# جيف جيبس (أستاذ فنون درامية)
جيف جيبس (بالإنجليزية: Geoff Gibbs)‏ هو أستاذ فنون درامية أسترالي، ولد في 25 نوفمبر 1940 في كالغورلي في أستراليا، وتوفي في 17 أغسطس 2006 في برث في أستراليا.

## وصلات خارجية
- جيف جيبس على موقع IMDb (الإنجليزية)